# Praecereus euchlorus
Praecereus euchlorus är en kaktusväxtart som först beskrevs av Frédéric Albert Constantin Weber och Karl Moritz Schumann, och fick sitt nu gällande namn av Nigel Paul Taylor. Praecereus euchlorus ingår i släktet Praecereus och familjen kaktusväxter.

## Underarter
Arten delas in i följande underarter:
- P. e. amazonicus
- P. e. diffusus
- P. e. euchlorus
- P. e. jaenensis
- P. e. smithianus

## Bildgalleri

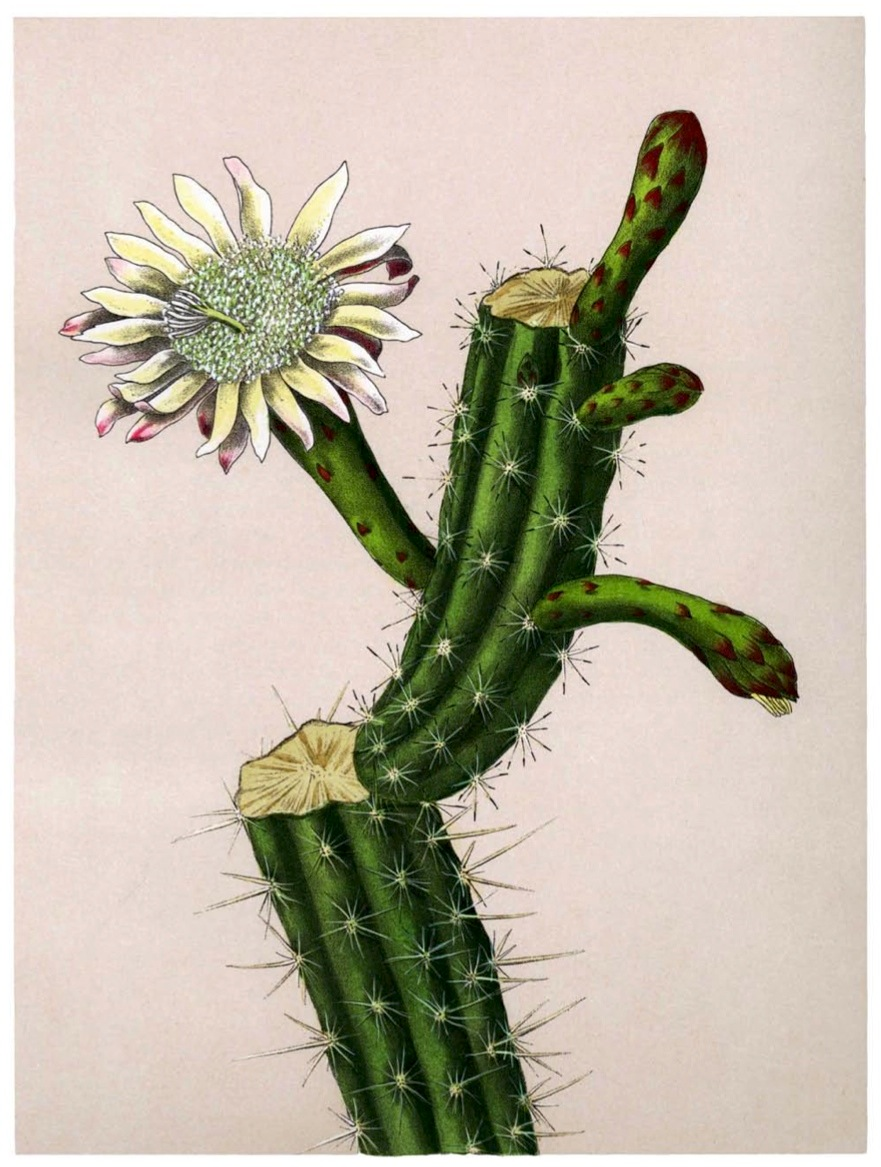